# Friedrich von Reventlow

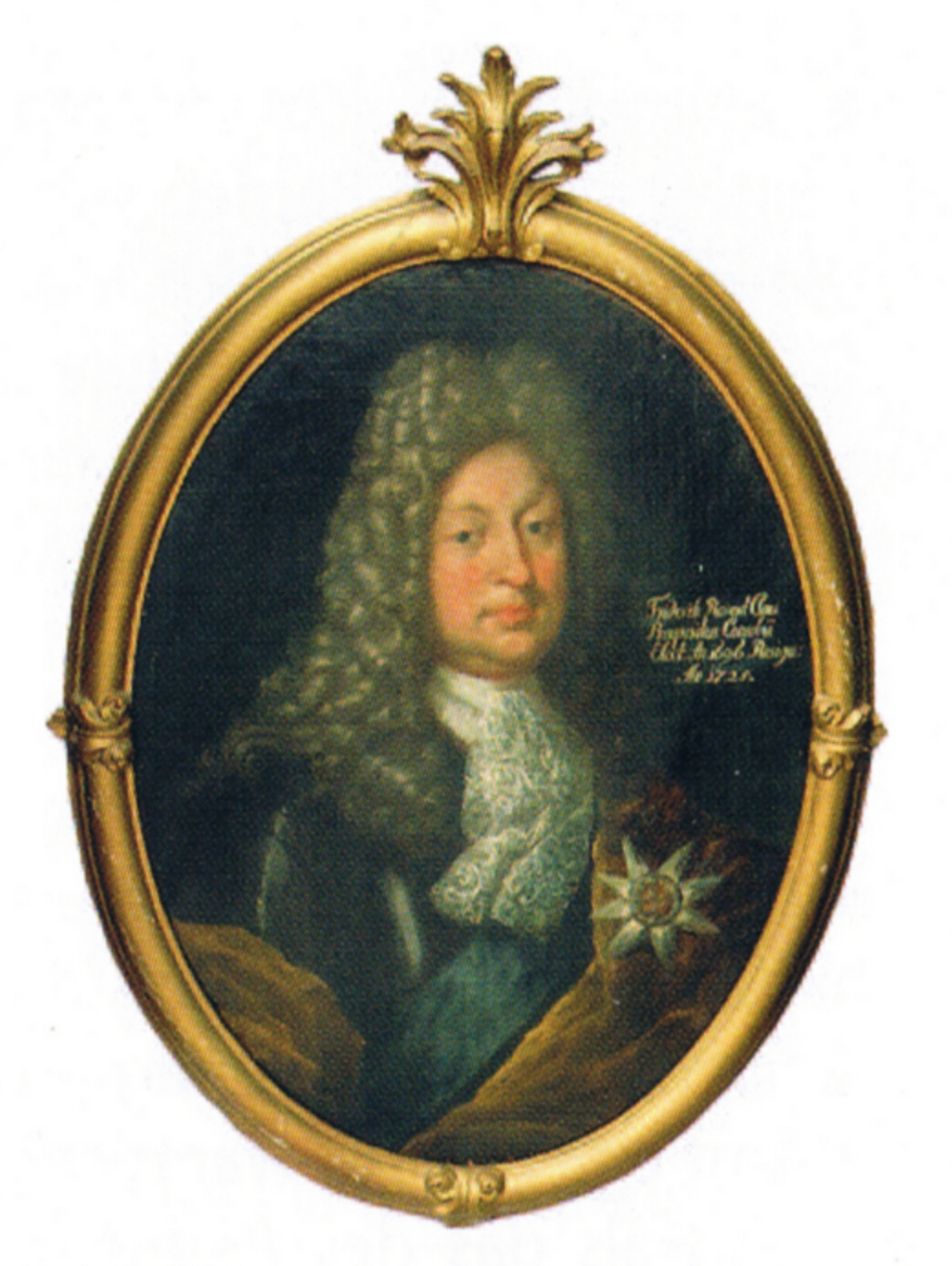
Friedrich von Reventlow (1649–1728) mit Elefanten-Orden

Friedrich von Reventlow (* 10. September 1649 in Kiel; † 29. Oktober 1728) war ein deutscher Geheimer Etats- und Landrat, Herr auf Neuendorf, Klosterpropst zu Uetersen und Träger des Dannebrog-Orden und des Elefantenordens.

## Leben
Seine Eltern waren Detlev (1600–1664) und Christine Reventlow (geb. Rantzau) (1618–1688). Seine Geschwister waren: Christian Reventlow, Henrik Reventlow, Henning Reventlow, Cai Reventlow, Heinrich Reventlow, Conrad Reventlow, Elisabeth Sophie Reventlow, Catharine Christine Reventlow, Friedrich Reventlow, Detlev Reventlow, Dorothée Reventlow und Sophie Reventlow. Er wurde 1696 zum Klosterpropst des Klosters Uetersen gewählt und gleichzeitig Verbitter des adligen Klosters Itzehoe, er stand in Dienst der dänischen Krone. Er war Onkel und erster Propst von dreien der streitbaren und selbstherrlichen Priörin Gräfin Anna Emerentia von Reventlow (1680–1753). Mit ihr in endlosen Streit verwickelt, trat er nach fast 30 Jahren von seinem Amt als Klosterpropst des Klosters in Uetersen zurück (siehe auch: Benedikt von Ahlefeld).
Claus von Reventlow war ein Sohn aus seiner zweiten Ehe mit Anna Hedwig, geb. von Qualen († 1717).